# Dalmad
Dalmad (szlovákul Domadice) község Szlovákiában, a Nyitrai kerület Lévai járásában.

## Fekvése
Lévától 15 km-re délkeletre fekszik.

## Élővilága

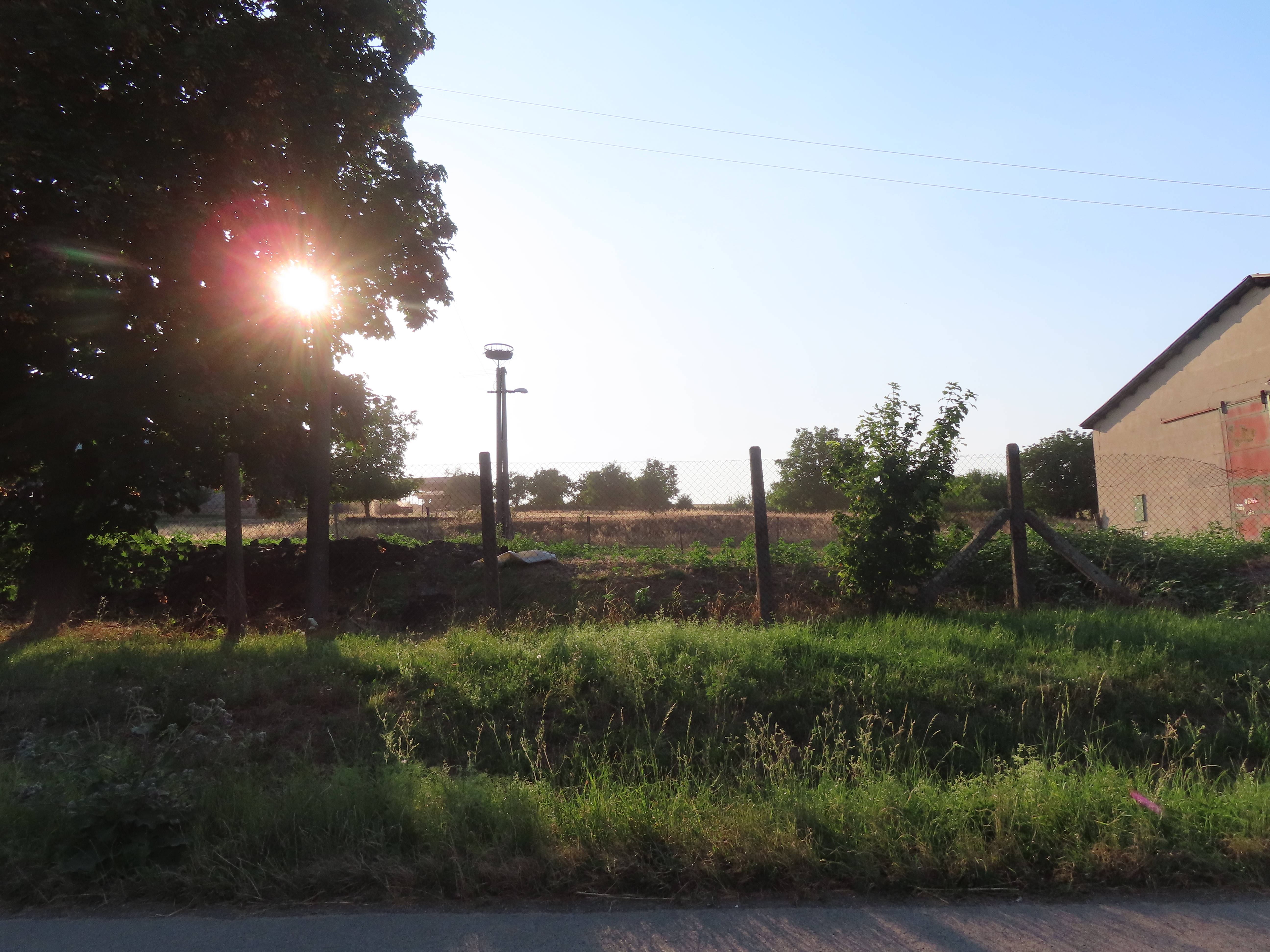
2024

A faluban a 2000-es évek elején fészkeltek gólyák, fiókák azonban nem repültek ki. Az alátét Szántó fele a Tsz területén található.

## Története
A régészeti leletek tanúsága szerint területén már a korai bronzkorban is éltek emberek. A hévmagyarádi kultúra nyomait is megtalálták itt.
A mai település első említése 1138-ból származik villa Dalmadi alakban. Birtokosa a Hontpázmány nemzetség volt. 1245-ben Márton comes a falut a sági konventnek adta. 1276-ban birtokosai a sági prépostság és Dalmady István. 1332-ben a pápai tizedjegyzékben említik papját is. 1423-ban is egyházas helyként említik. 1570-ben 8 háztartás volt a faluban, 1664-ben 25 háztartás és 31 adózó található a településen. Később birtokosa a Kálnay család, majd a 18. században a Balassa és Sembery családok. 1715-ben egy nemesi kúriát is említenek a faluban. A 19. században a Halácsy, Zsarnóczay, Szapáry és Held családok, majd Billot Eudox báró özvegye a birtokosa, aki a francia forradalom előtt menekült Hont vidékére. 1828-ban 54 házában 360 lakos élt. A falu szőlőtermesztéséről, lótenyészetéről volt nevezetes, lakói főként mezőgazdasággal, borászattal foglalkoztak.
Vályi András szerint "DALMAD. Domoditze. Elegyes magyar, és tót falu, Hont Vármegyében, földes Ura Gróf Balassa Uraság, lakosai katolikusok, fekszik Garam vize mellett, Nádasnak szomszédságában, mellynek filiája, Bácstól, egy és három fertály mértföldnyire. Határja jó termékenységű, legelője elég, fája mind a’ kétféle szükségeire elég, szőlö hegye középszerű, első Osztálybéli."
Fényes Elek szerint "Dalmad, (Damodicze), Hont m. magyar falu, 284 kath. 14 evang. lak. Bort termeszt; jó lovakat nevel; legelője rétje igen hasznos. F. u. többen. Ut. p. Szántó."
A trianoni békeszerződésig Hont vármegye Báti járásához tartozott.

## Népessége
| Év:            | 1994. | 2004.    | 2014.   | 2024.   |
| -------------- | ----- | -------- | ------- | ------- |
| Emberek száma: | 306   | 241      | 249     | 236     |
| Eltérés:       |       | -21,24 % | +3,31 % | -5,22 % |

| Év:            | 2023. | 2024.   |
| -------------- | ----- | ------- |
| Emberek száma: | 241   | 236     |
| Eltérés:       |       | -2,07 % |

1880-ban 400 lakosából 323 szlovák és 62 magyar anyanyelvű volt.
1890-ben 416 lakosából 300 szlovák és 112 magyar anyanyelvű volt.
1900-ban 526 lakosából 385 szlovák és 132 magyar anyanyelvű volt.
1910-ben 501 lakosából 356 szlovák és 135 magyar anyanyelvű volt.
1921-ben 446 lakosából 385 csehszlovák és 41 magyar volt.
1930-ban 493 lakosából 483 csehszlovák és 9 magyar volt.
1991-ben 298 lakosából 282 szlovák és 16 magyar volt.
2001-ben 266 lakosából 251 szlovák és 12 magyar volt.
2011-ben 241 lakosából 230 szlovák és 6 magyar volt.
2021-ben 242 lakosából 223 szlovák, 2 (+1) magyar, (+1) cigány, 1 egyéb és 16 ismeretlen nemzetiségű volt.

## Nevezetességei

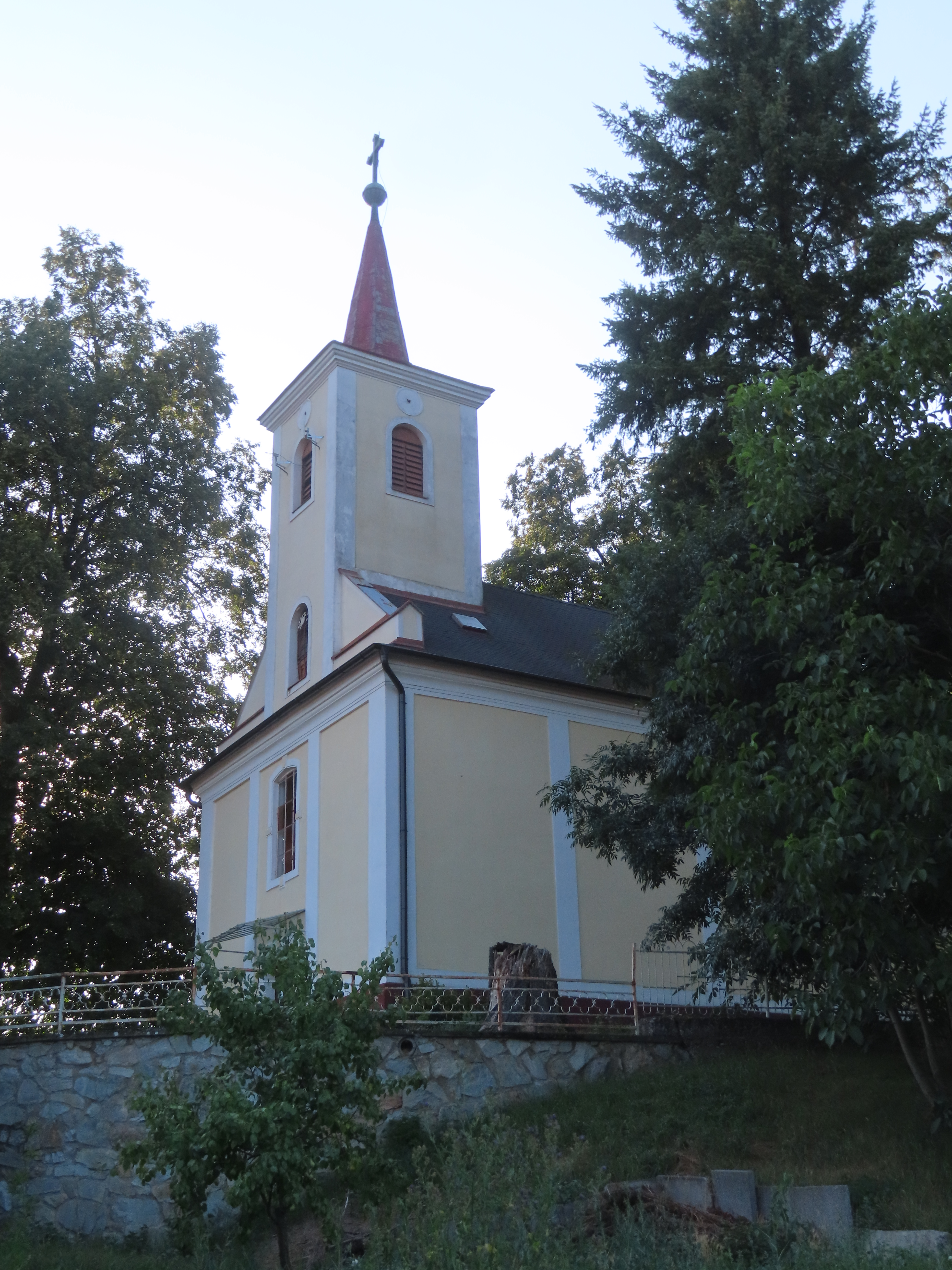
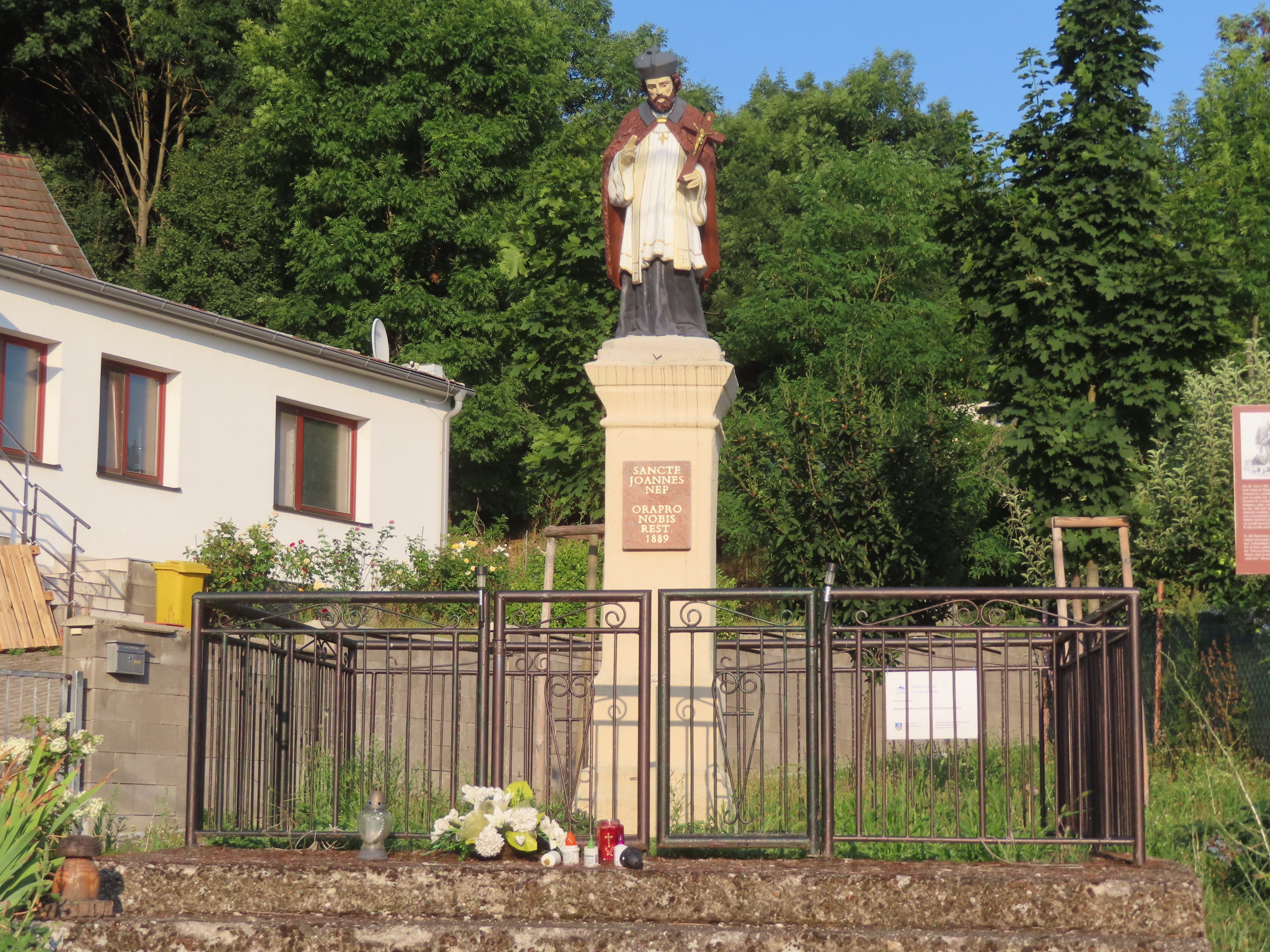

- Szent Pál apostol tiszteletére szentelt római katolikus temploma 1779-ben épült, késő barokk stílusban.
- Klasszicista Szent Kereszt kápolnája 19. századi.
- A Kazy család kastélyát 1935-ben eladták és 1942-ben építési anyagnak lebontották.